# Zádor Gyöngyi
Zádor Gyöngyi, Czimmermann Györgyike Terézia (Budapest, Kőbánya, 1920. február 6. – Budapest, Terézváros, 1941. november 14.) magyar színésznő.

## Életútja
Czimmermann Mihály vasesztergályos és Tóth Erzsébet leánya. 1930. május 6-án a reformátusról áttért a katolikus vallásra. 1938-ban szerzett diplomát a Színiakadémián, majd 1938 és 1941 között tagja volt a Nemzeti Színháznak. Kisebb szerepekben tűnt fel. Benkő Gyula színész menyasszonya volt. Halálát agyvérzés, agydaganat okozta.

## Fontosabb színházi szerepei
- Ella (Herczeg Ferenc: A Gyurkovics lányok)
- Rozika (Zilahy Lajos: Süt a nap)
- Smeraldina (Goldoni: Két úr szolgája)

## Filmszerepei
- Életre ítéltek! (Rodriguez Endre, 1941) – Keresztessy Júlia
- Egér a palotában (Martonffy Emil, 1942) – Pubi barátnője [5]